# Lévai Mária
Lévai Mária (Budapest, 1969. június 20. – 2018. június 8.) magyar hárfaművész, zenetanár, sportoló.

## Élete
Szülei zenekedvelő emberek voltak, akik kilenc éves korában zongorára szerették volna beíratni, helyhiány miatt azonban hárfaszakra került. Zenei tanulmányait így a zuglói Szent István király Zeneiskolában kezdte Nagy Katalin tanítványaként. Első koncertjét 15 évesen adta az iskolai zenekarral Antwerpenben, ahol kiemelt első helyezést értek el egy fiatal muzsikusok számára megrendezett zenei versenyen. Az együttesnek fuvolások, cimbalmosok és hárfások voltak a tagjai.
Egyetemi tanulmányait a budapesti Liszt Ferenc Zeneakadémián végezte, ahol Vigh Andrea tanítványa volt. 1999-ben végzett, közben olyan nemzetközi művészek mesterkurzusain tanult, mint Josef Molnar (Japán), Würtzler Arisztid (USA), Jana Boušková (Csehország), Ion Ivan Roncea (Románia) és Dominique Bouchaud (Franciaország).
Fiatalkorától versenyszerűen sportolt. Válogatott atléta volt, valamint tornász és úszó. Különösen a rövidtávfutásban jeleskedett.
Biatorbágyon telepedett le, ahol hamar a közösség megbecsült tagjává vált. 2009-től a helyi Pászti Miklós Művészeti Iskolában tanított hárfázást 7-14 éves gyermekeknek, rendszeresen koncertezett a város intézményeiben, és sportórákat is adott felnőtteknek. Négy gyermeket nevelt, akik rajzolásban, gitározásban és éneklésben tűntek ki.
Hirtelen jött betegség következtében hunyt el, váratlan halála megrázta a zenei közvéleményt. Balatonudvari temetőjében helyezték örök nyugalomra. Biatorbágy saját halottjaként búcsúzott tőle.

## Munkássága
Hárfaművészként országszerte tartott szólókoncerteket és hangszer-bemutatókat, a képzőművészeti kiállításoktól és reprezentatív estélyektől a szimfonikus zenekarokig sokféle helyen szerepelt. Trubadúr-, kelta- és koncerthárfáin reneszánsz, kelta, barokk, klasszikus és kortárs zenét játszott, sőt gazdag repertoárjával a bölcsődék és óvodák világához is szólni tudott. Játszott a Szent István Király Szimfonikus Zenekarban, a Szombathelyi és Győri Szimfonikusoknál, a MÁV Szimfonikus Zenekarban, a Matáv Szimfonikusok hangversenyein, a Nemzeti Filharmonikus Zenekarnál állandó közreműködő volt. Fellépett a Gödöllői Hárfafesztiválon, s rendszeres szereplője volt a kapolcsi Művészetek Völgye fesztiválnak. Pályafutásának kedves emléke, hogy közreműködött a Három tenor (Luciano Pavarotti, Plácido Domingo, José Carreras) tokiói koncertjén.
Kövi Szabolcsnak több CD-lemezén játszott, így A Varázslat (2009), A Part (2012), a Körforgás (2014) és az Angyali szolgálat című lemezeken.
A kilencvenes években  Príma-torna edzőként működött. Később pilátesz edzői képesítést szerzett és rendszeresen tartott edzéseket. A 2010-es évektől craniosacralis típusú terápiával foglalkozott, számos fokozatot szerzett belőle és aktívan gyakorolta is.
A munkájához és a közönségéhez való viszonyát jelzi, hogy övé volt a harfa.hu domain, amelyet 2003 óta használt. Tanárként hitt benne, hogy a zenetanulás és a hárfajáték fejleszti a látást, a hallást és számos más emberi készséget. Művészként pedig boldoggá és elégedetté tette, hogy úgy hat a zenéje, akár a gyógyszer.

## Lemezei
- A Daunce (2002)
- Az ősz táncai (2005)

## Külső kapcsolatok
- Ismerős ismeretlen. Portréfilm Lévai Mária hárfaművészről Buda Környéki Televízió
- Lévai Mária hárfaművésznő weblapja (2003-2018). [2018. augusztus 5-i dátummal az [ eredetiből] archiválva].